# Mont-de-Laval
Pour les articles homonymes, voir Mont et Laval.
Mont-de-Laval est une commune française située dans le département du Doubs, la région culturelle et historique de Franche-Comté et la région administrative Bourgogne-Franche-Comté.

## Géographie

### Climat
Pour des articles plus généraux, voir Climat de la Bourgogne-Franche-Comté et Climat du Doubs.
En 2010, le climat de la commune est de type climat de montagne, selon une étude du Centre national de la recherche scientifique s'appuyant sur une série de données couvrant la période 1971-2000. En 2020, Météo-France publie une typologie des climats de la France métropolitaine dans laquelle la commune est exposée à un climat de montagne ou de marges de montagne et est dans la région climatique  Jura, caractérisée par une forte pluviométrie en toutes saisons (1 000 à 1 500 mm/an), des hivers rigoureux et un ensoleillement médiocre. 
Pour la période 1971-2000, la température annuelle moyenne est de 7,9 °C, avec une amplitude thermique annuelle de 16,8 °C. Le cumul annuel moyen de précipitations est de 1 453 mm, avec 12,8 jours de précipitations en janvier et 11,6 jours en juillet. Pour la période 1991-2020, la température moyenne annuelle observée sur la station météorologique de Météo-France la plus proche, « Pierrefontaine », sur la commune de Pierrefontaine-les-Varans à 8 km à vol d'oiseau, est de 8,8 °C et le cumul annuel moyen de précipitations est de 1 376,5 mm. 
La température maximale relevée sur cette station est de 39,3 °C, atteinte le 31 juillet 1983 ; la température minimale est de −31,9 °C, atteinte le 9 janvier 1985,,. 
Les paramètres climatiques de la commune ont été estimés pour le milieu du siècle (2041-2070) selon différents scénarios d'émission de gaz à effet de serre à partir des nouvelles projections climatiques de référence DRIAS-2020. Ils sont consultables sur un site dédié publié par Météo-France en novembre 2022.

## Urbanisme

### Typologie
Au 1er janvier 2024, Mont-de-Laval est catégorisée commune rurale à habitat très dispersé, selon la nouvelle grille communale de densité à 7 niveaux définie par l'Insee en 2022.
Elle est située hors unité urbaine et hors attraction des villes,.

### Occupation des sols
L'occupation des sols de la commune, telle qu'elle ressort de la base de données européenne d’occupation biophysique des sols Corine Land Cover (CLC), est marquée par l'importance des territoires agricoles (75,3 % en 2018), une proportion sensiblement équivalente à celle de 1990 (76 %). La répartition détaillée en 2018 est la suivante : zones agricoles hétérogènes (49,3 %), prairies (26 %), forêts (23,9 %), milieux à végétation arbustive et/ou herbacée (0,8 %). L'évolution de l’occupation des sols de la commune et de ses infrastructures peut être observée sur les différentes représentations cartographiques du territoire : la carte de Cassini (XVIIIe siècle), la carte d'état-major (1820-1866) et les cartes ou photos aériennes de l'IGN pour la période actuelle (1950 à aujourd'hui).

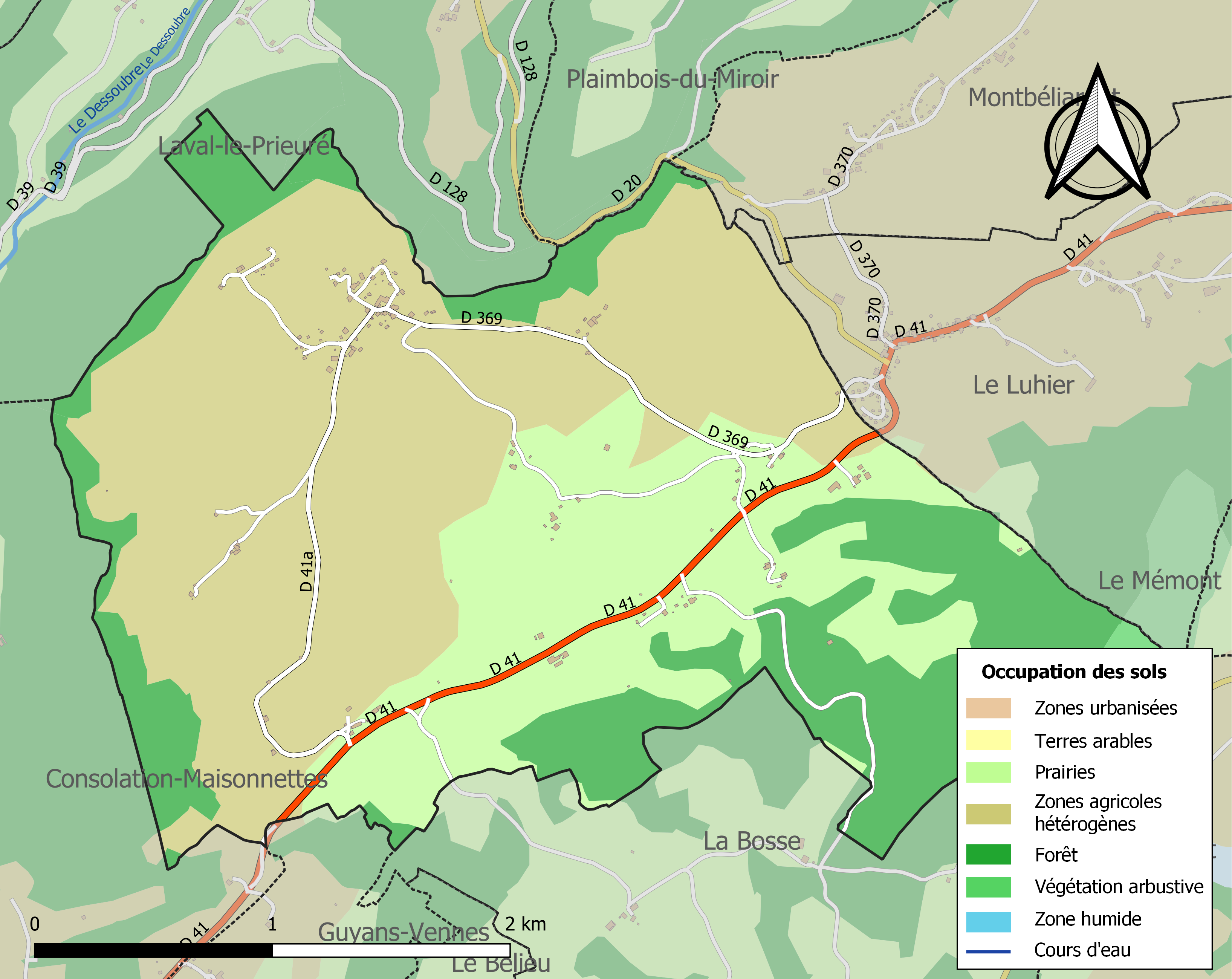
Carte des infrastructures et de l'occupation des sols de la commune en 2018 (CLC).

## Toponymie
Sur le Mont de Laval en 1331, 1594 ; Devant le Mont de Laval en 1684.

## Histoire
C'est en 1 331 que le village est mentionné pour la première fois ; il se nomme alors : Sur-le-Mont-de-Laval. En 1 684, il devient Devant-le-Mont-de-Laval avant de prendre son nom actuel. Au centre bourg a été planté, en 1790, un "arbre de la liberté", l’un des chênes les plus vieux du département.
En 1 815, un incendie se déclare ; 14 maisons sont détruites ainsi que l’église.
En juin 1940, le village est la cible des bombardements allemands qui touchent de nombreuses fermes ancestrales.

## Église
Un premier édifice construit en 1 713, est détruit dans l'incendie de 1815. Dès 1 816, il est reconstruit ; la tempête endommage la toiture en 1840.
En 1 860, la construction d'une église plus vaste est projetée. Elle est inaugurée en 1 863 et se caractérise par un clocher dit tyrolien surmonté d'une lanterne. En 1887, la voûte menace de s'écrouler et l'on doit effectuer des travaux d'allègement. L'intérieur est rénové en 1957 et le dôme en 2010.
Dans la tour se trouve une horloge mécanique Prêtre, de 1 905, en état de marche et 2 cloches. La plus petite, fondue par François-Joseph Bournez de Morteau, provient sans doute de l'église précédente puisqu’elle est datée de 1 818 ; la seconde est assez récente, elle a été fondue par l'ancienne fonderie Causard-Dury de Colmar.

## Politique et administration
| Période                                  | Période  | Identité       | Étiquette | Qualité                   |
| ---------------------------------------- | -------- | -------------- | --------- | ------------------------- |
| mars 2001                                | 2008     | Daniel Leroux  | UMP       | Ancien conseiller général |
| mars 2008                                | mai 2020 | Albert Petit   | DVG       | Agent technique           |
| mai 2020                                 | En cours | Jocelyne Ernst |           | Professeur                |
| Les données manquantes sont à compléter. |          |                |           |                           |

## Démographie
L'évolution du nombre d'habitants est connue à travers les recensements de la population effectués dans la commune depuis 1793. Pour les communes de moins de 10 000 habitants, une enquête de recensement portant sur toute la population est réalisée tous les cinq ans, les populations de référence des années intermédiaires étant quant à elles estimées par interpolation ou extrapolation. Pour la commune, le premier recensement exhaustif entrant dans le cadre du nouveau dispositif a été réalisé en 2008.

En 2022, la commune comptait 190 habitants, en évolution de +8,57 % par rapport à 2016 (Doubs : +1,88 %, France hors Mayotte : +2,11 %).
| 1793 | 1800 | 1806 | 1821 | 1831 | 1836 | 1841 | 1846 | 1851 |
| ---- | ---- | ---- | ---- | ---- | ---- | ---- | ---- | ---- |
| 300  | 277  | 260  | 266  | 301  | 333  | 340  | 382  | 428  |

| 1856 | 1861 | 1866 | 1872 | 1876 | 1881 | 1886 | 1891 | 1896 |
| ---- | ---- | ---- | ---- | ---- | ---- | ---- | ---- | ---- |
| 378  | 390  | 360  | 326  | 379  | 382  | 366  | 322  | 326  |

| 1901 | 1906 | 1911 | 1921 | 1926 | 1931 | 1936 | 1946 | 1954 |
| ---- | ---- | ---- | ---- | ---- | ---- | ---- | ---- | ---- |
| 353  | 339  | 302  | 264  | 261  | 265  | 275  | 233  | 199  |

| 1962 | 1968 | 1975 | 1982 | 1990 | 1999 | 2006 | 2008 | 2013 |
| ---- | ---- | ---- | ---- | ---- | ---- | ---- | ---- | ---- |
| 190  | 174  | 187  | 171  | 161  | 137  | 171  | 181  | 179  |

| 2018 | 2022 | - | - | - | - | - | - | - |
| ---- | ---- | - | - | - | - | - | - | - |
| 179  | 190  | - | - | - | - | - | - | - |

## Lieux et monuments
- Église Saint Grat : construite de 1859 à 1864 sur les plans de l'architecte Deveille.
- Deux bâtiments traditionnels groupant école, mairie et ancienne cure, représentatifs de l'architecture rurale du XIXe siècle.
- Chêne de la Liberté de 1790, monument classé.

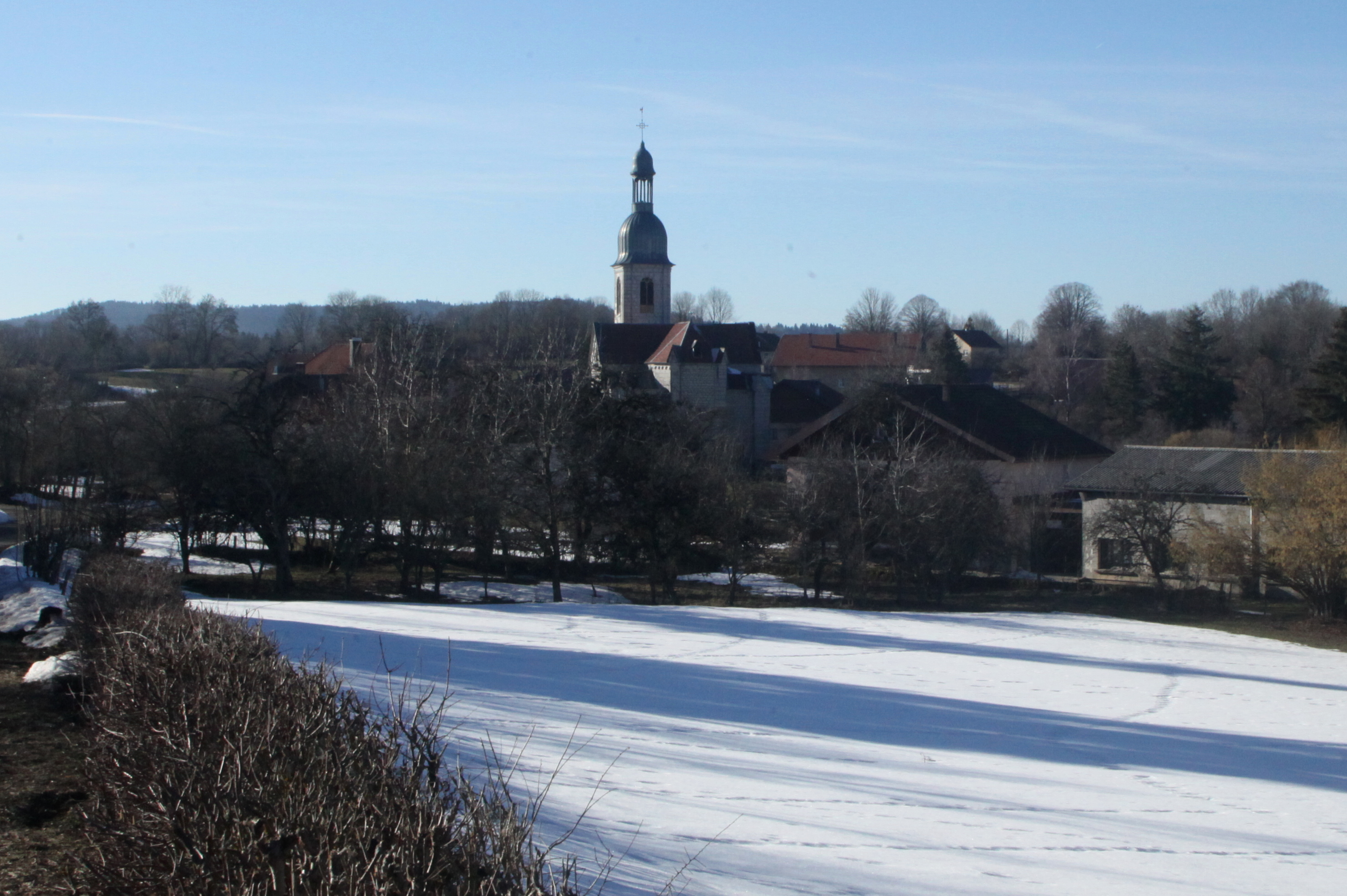
Vue du village.
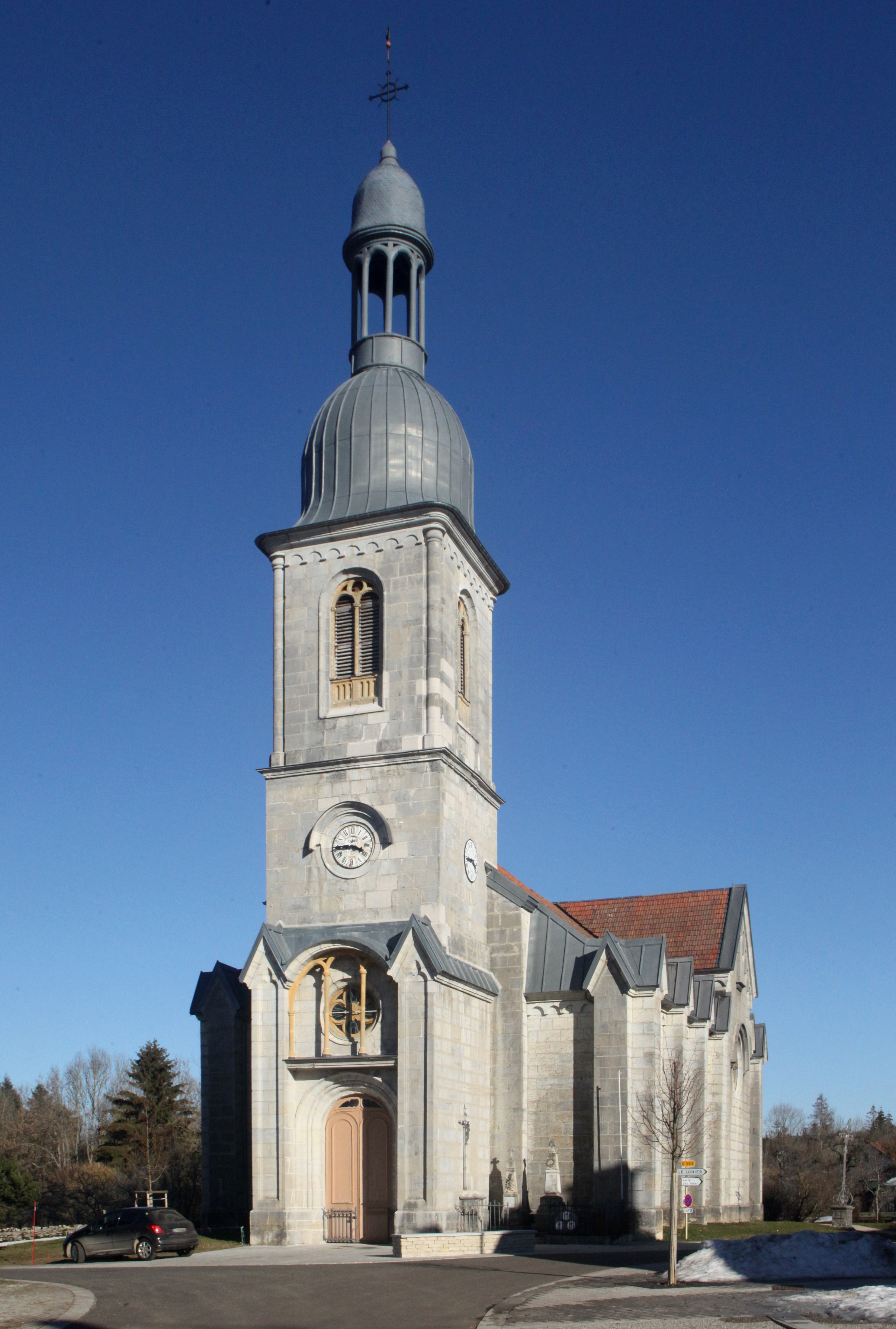
Eglise.
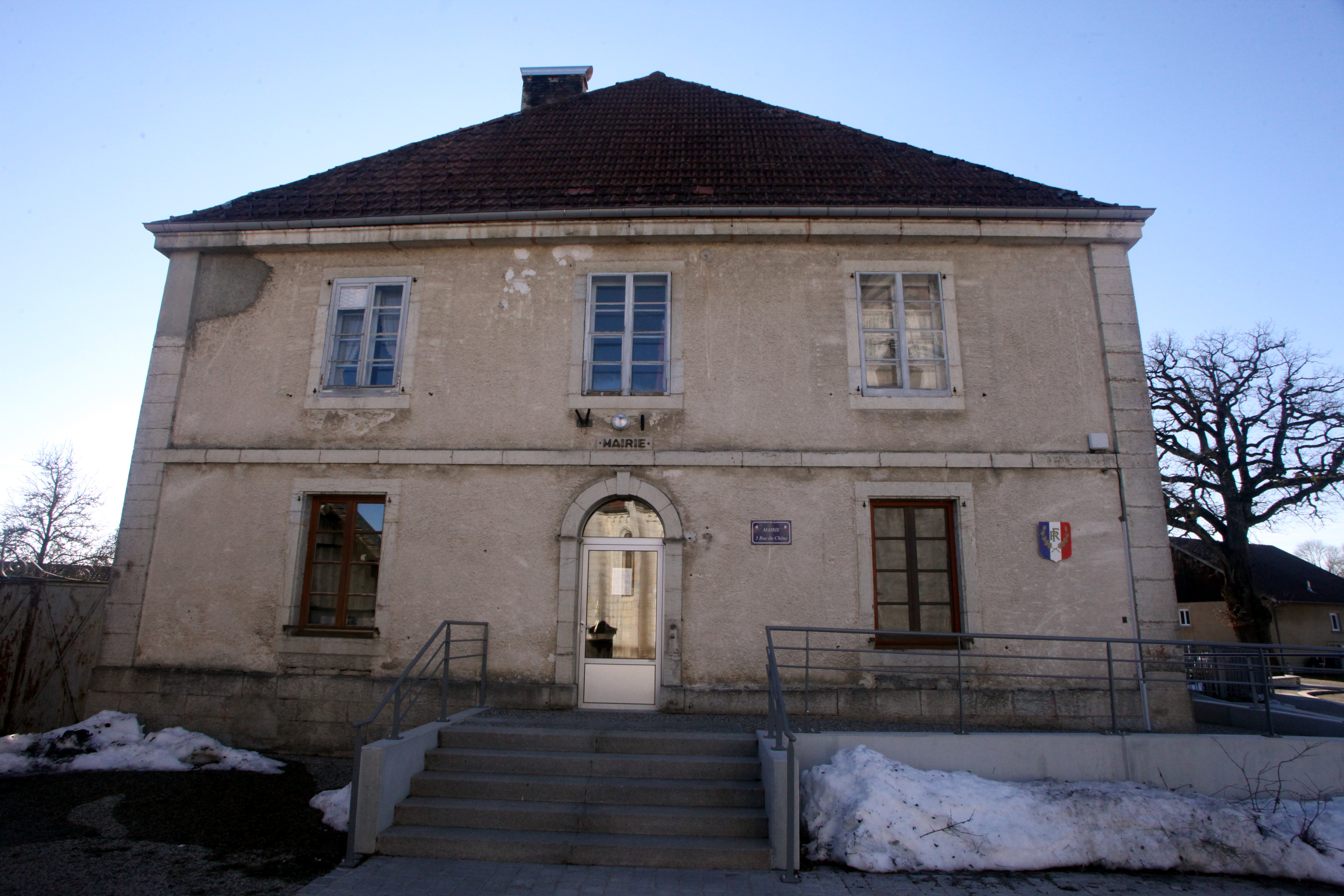
Mairie.
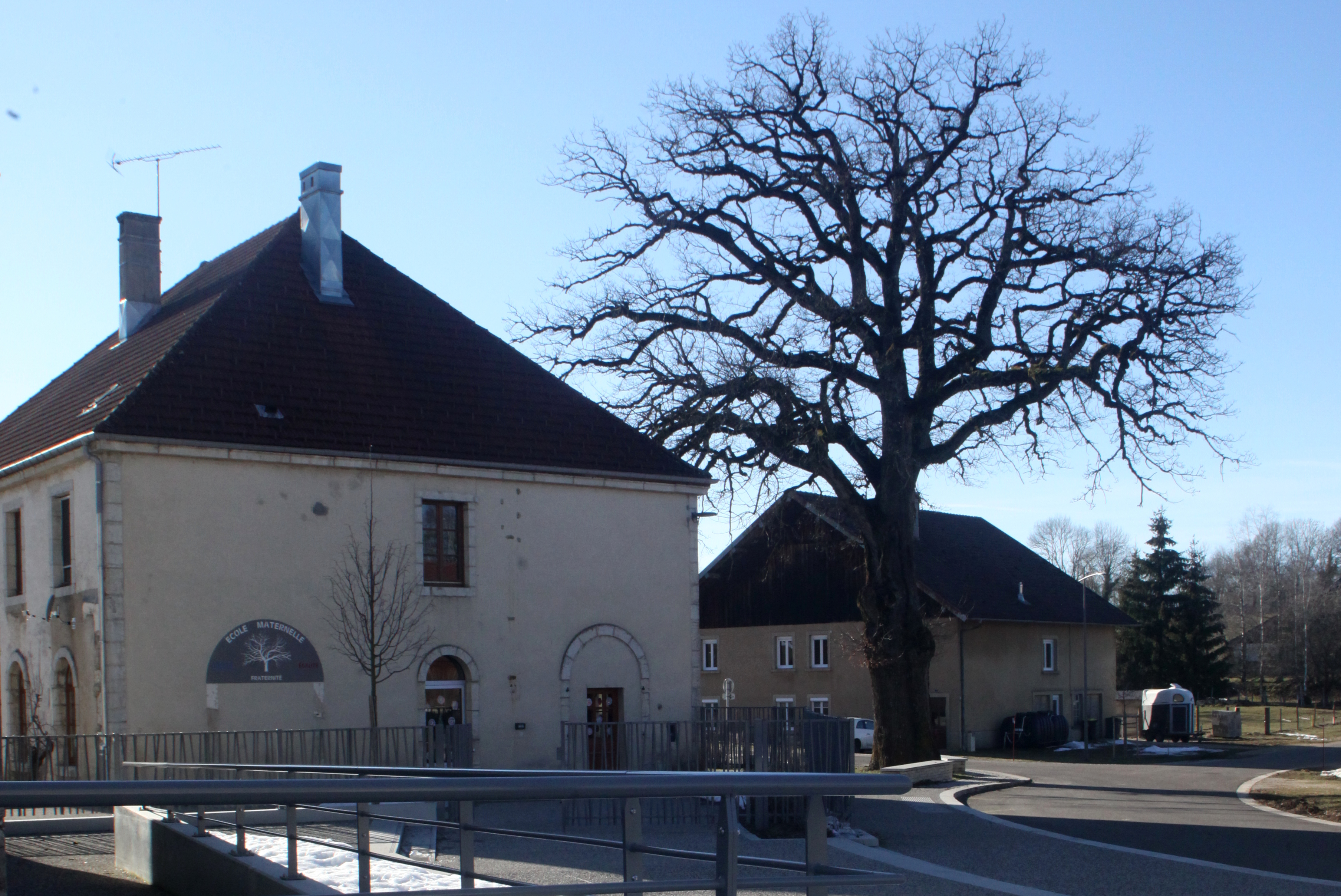
Ecole.
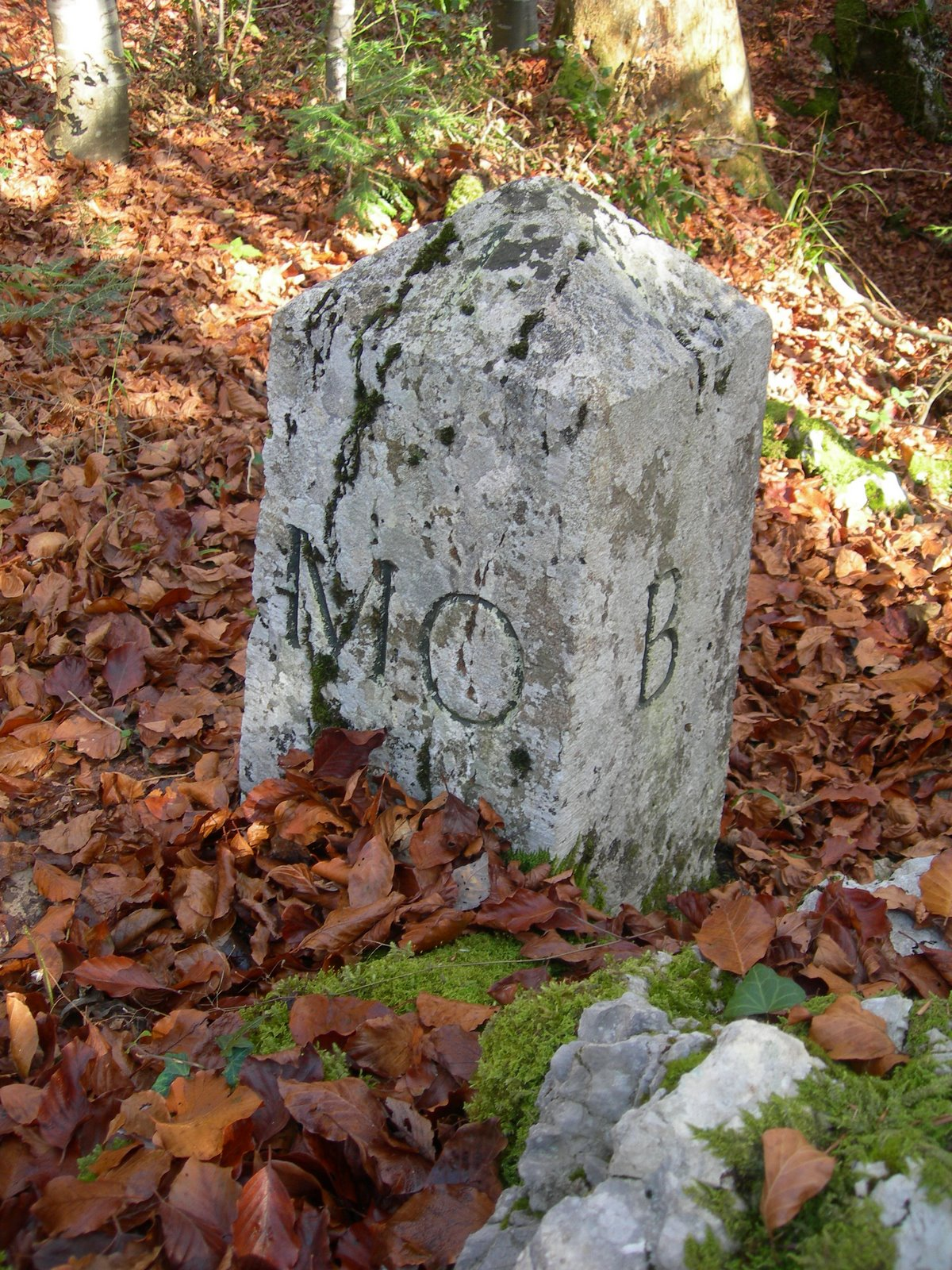
Pierre des quatre communes.

## Personnalités liées à la commune
- Le maquettiste et sculpteur, Patrick Pape y a son atelier ;
- L'actrice Laurence Sémonin a domicilié son entreprise sur la commune jusqu'en 2015 ;
- Daniel Leroux préside l'association Nature et Traditions et dirige l'atelier du Grand Tétras qui publie des ouvrages régionaux et la revue "La Racontotte".